# Nohant-en-Graçay
Nohant-en-Graçay è un comune francese di 327 abitanti situato nel dipartimento del Cher, nella regione del Centro-Valle della Loira.

## Società

### Evoluzione demografica
Abitanti censiti